# Наяки Танджавура
Наяки Танджавура (там. தஞ்சை நாயக்கர்கள்) — правящая династия Танджавура с 1532 по 1673 год. Наяки были тамильской социальной группой караваи, первоначально они были назначены губернаторами провинций императором Виджаянагара в XV веке, который разделил страну тамилов на три наякства: Мадурай, Танджавур и Джинджи. В середине XVI века Танджавурское наякство стало независимым королевством, хотя и продолжали свой союз с империей Виджаянагара. Наяки Танджавура были известны своим покровительством литературе и искусству.

## Происхождение правления наяков
С падением династии Чола в 1279 году Танджавуром управляла ветвь династии Чола, пока империя Виджаянагара не завоевала всю Южную Индию к концу XIV века. Правители Виджаянагара установили вице-королей для управления различными частями империи. В 1532 году виджаянагарский махараджа Ачьюта Дева Райя, брат и преемник Кришны Девы Рая из Виджаянагара, предоставил Севаппе Наяку, губернатору Танджавура, разрешение на создание феодального королевства после его южных кампаний против последнего правителя Чолы.

## Наякские правители

### Чевваппа Наяк
Чевваппа Наяк (1532—1580), также известный как Севаппа Наяк, был первым правителем Танджавурского наякства. Он был сыном Тиммаппы Наяка, вице-короля Виджаянагара в регионе Аркот от его жены Байямбики. Работа Raghunathabhyudayam, написанная Виджаярагавой Наякой, даёт некоторые генеалогические подробности Тиммаппы. Тиммаппа или Тиммабхупати был правителем Северного Аркота со столицей в Недунгунраме. Эпиграфы всех танджорских наяков показывают, что они принадлежали Недунгунраму. В одном из эпиграфов Кришнадевараи упоминается, что Тиммаппа также имел высокую привилегию служить ему в качестве привратника (вассала) и был далаваем (командиром) императора, который принимал участие в кампании Райчура. По словам историка В. Вриддхагирисана, Тиммаппа Наяк был братом Нагамы Наяка. Нагама Наяк был отцом Вишванатхи Наяка (основателя династической линии няков Мадурая). Следовательно, Вишванатха Наяк и Чевваппа Наяк были двоюродными братьями.
До прихода к власти в королевстве Танджавур Севаппа отличился при Кришнадаварае как администратор и строитель. Жена Севаппы Муртимамба была невесткой Ачьюты Девы Райи и сестрой королевы Виджаянагары Тирумаламбы. Некоторые источники предполагают, что Севаппа приобрёл королевство Танджавур в качестве Стридханы (приданого) от Ачьютадевы Рая. Севаппа также был церемониальным носителем бетеля для Ачьюта Дева Рая, брата Кришнадевараи.
Согласно книге «Аруначала: краткая история холма и храма в Тируваннамалае» (стр. 54-55), «должность церемониального носителя бетеля или адаиаппана (тамбул карандиван) была должностью, предоставленной очень доверенному подчинённому, и Севаппа, будучи могущественным и влиятельным человеком местности, был назначен первым наяком». Должность носителя бетеля обычно не давалась посторонним, так как эта должность делала человека посвящённым во все личные данные короля. Поэтому должность обычно давалась доверенному члену семьи.
Его вклад включает строительство пракаров во Вридхачаламе и Канчипураме, позолоту золотом виманов Шрисаилама и Тирумалы (Тирупати), строительство самой высокой гопуры в Тируваннамалае и ремонт форта Сиваганга и танка в Танджоре.

### Ахутхаппа Наяк
Сын Севаппы, Ачутхаппа Наяк (1560—1614), был назван в память об Ачьюте Деве Рае. Он вёл мирное правление 54 лет. Вплоть до 1580 года Ачутхаппа Наяк правил вместе со своим отцом под титулом Ювараджа, а сразу после этого к нему присоединился его наследник, сын Рагхунатха Наяк. Говорили, что он был глубоко религиозен и считался мастером военного искусства. Его министром был Говинда Дикшитар — великий учёный и проницательный администратор. Его долгое правление было относительно мирным, если не считать внутренней борьбы, что позволило ему внести большой вклад в духовное и общественное развитие.

### Конфликты и войны

#### Войны с Мадураем
Во время правления Ахутхапы Виджаянагарская империя была разбита армиями султанатов Декана в битве при Таликоте. Позже, когда правители Виджаянагара восстановили свою столицу в Чандрагири и Веллоре под руководством Шриранги Рая, Ачутхаппа Наяк продолжал хранить верность, в то время как наяки Джинджи и Мадурая стремились к независимости, отказавшись платить дань. Это также привело к ожесточённой вражде между наяками Мадурая и Танджавура в конечном итоге привели к битве при Валлампракаре, где армия Танджавура с Шнрирангой Раей сражалась против Веераппы Наяка из Мадурая, победив последнего. Это произошло в то же время, когда правители Чандрагири вели войны с султанатами Декана в Южном Андхра-Прадеше, Ачутхаппа Наяк оказал поддержку.

#### Войны с Португалией
Португалия контролировала территорию Нагапаттинам, а также провинцию Коломбо на Цейлоне и всё западное побережье Индии. Правитель государства Джафна начал войну с португальцами против методов, принятых миссионерскими преобразованиями в Джафне. Позже правитель Джафны обратился за помощью к танджвурским наякам в отражении португальских наступлений во многих битвах.

#### Общественный вклад
Ачутхаппа Наяк был глубоко религиозен с юных лет, и плодородная природа его страны помогла ему внести большой вклад в дары и инфраструктуру крупных храмов, а также важных ирригационных систем. Главным благодетелем был храм Шрирангам. Его помощником и советником был его министр Говинда Дикшита.

#### Храм Шрирангам
Храмовые башни Шрирангама (гопурамы) севера и запада и восьмая пракара (Храмовая Уолл -стрит) и несколько залов (мандапам) внутри храмового комплекса были построены им. Золотая вимана из самых святыни (храмовый флаг) и образ Бога, усыпанный драгоценностями Короны, был представлен Ахутхаппой Наяком.

#### Последние годы
В последние дни правления Шриранги Раи, правившего Чандрагири и Веллуру, в семье были соперничающие претенденты на титул, и они готовились к войне с другими королями наяков, принимавшими сторону некоторых из них, соответствующих их корыстным интересам.

### Рагхунатха Наяк
Рагхунатха Наяк (1600—1634) — самый могущественный король Танджавурского наякства. Он известен своим покровительством литературе и научным исследованиям. Одна из его жён, Рамабхадрамба, была высокообразованной и одарённой поэтессой. В своё время он оказал военную помощь правителю Чандрагири Венкате II, чтобы вернуть большую часть своих потерянных территорий от сил Голконды. В 1620 году Рагхунатха Наяк разрешил датское поселение в Тарангамбади. Это побудило англичан искать торговлю с наяками Танджавура. Танджорская пушка или пушка Рагхунатха, считавшаяся самой большой пушкой в мире, была сделана при Рагхунатхе Наяке, построенной с использованием датского металлургического ноу-хау.
Рагхунатха был талантливым учёным в санскрите, каннаде и телугу, а также талантливым музыкантом. Его двор отличался собранием поэтов и учёных. Рагунатхе приписывают написание нескольких книг по музыке и литературе. Мадуравани и Рамабхадрамба были двумя известными поэтами при его дворе, в то время как Судхиндра и Рагхавендра были двумя известными мадхва-гуру, которым он покровительствовал. Сын Говинды Дикшиты Яджнанараяна написал отчёт о правлении Рагхунатхи в своей работе Сахитья РатнакараРагхунатха был одарённым учёным и знатоком искусства фехтования, прекрасным стрелком и искусным мастером верховой езды. В области музыки Рагхунатха создал новые раги, таласы и мела, такие как Джаянта сена (Рагам), Рамананда (Талам), Саргита видья и Рагхунатха (Мела). Его санскритский трактат о музыке, Сангита Судха открыл секреты музыки для всех. Рагхунатха также сочинял кавьи и танцевальные драмы, такие как «Прабандкас», «Париджатапахарана», «Валмика Чаритра Кавья», «Ачьютендрабхьюдаям», «Гаджендрамокшам», «Нала Чаритьям» и «Рукмини Кришна Виваха Якшагана». Именно во время правления Рагхунатхи была создана дворцовая библиотека. Сарасвати Бхандар — это место, где были собраны и сохранены рукописи плодовитых придворных учёных Рагхунатхи. Позднее раджа Серфоджи II превратил эту библиотеку в знаменитую ныне библиотеку Сарасвати Махал.

#### Гражданская война в Веллуру
Во время правления Рагхунатхи в Виджаянагарской империи, ныне базирующемся в Веллуру и Чандрагири, шла гражданская война за престолонаследие. Гоббури Джагга Райя, брат любимой королевы предыдущего правителя Венкаты II Обаяммы, заявил, что её предполагаемый сын является королём и убил Шрирангу II вместе со своей семьёй в тюрьме Веллуру. Джаггу Райе бросил серьёзный вызов Яхаманеду, вождь Калахасти, который претендовал на трон для Рамы Девы, законного наследника, которого он тайно вывез из тюрьмы Веллуру. Джагга Райя обратился за помощью к Джинджи Наяку и Мутту Вирапе из Мадурая, которые атаковали Яхаманеду и Раму Деву. Яхаманеду и Рама Дева искали поддержки у Рагхунатхи, который всё ещё относился к Виджаянагару как к своему авторитету.

#### Битва при Топпуре
Джагга Райя собрал большую армию близ Тируччираппалли, столицы Мутту Вираппа, в которую вошли силы Джинджи, Черы, Мадурая и португальцев с побережья. Яхама возглавил силы Виджаянагары и Калахасти из Веллуру, и на полпути к нему присоединились силы Танджавура во главе с Рагхунатхой. Армия Яхамы была дополнительно усилена дворянами из Карнатаки и (по некоторым данным) голландцами и силами и Джафны.
Обе армии встретились в Топпуре, на открытом поле на северных берегах реки Кавери, между Тиручираппалли и Гранд-Аникутом в конце 1616 года. Огромное собрание сил с обеих сторон оценивается как миллион солдат (По словам доктора Баррадаса в книге Сьюэлла) и считается одним из самых больших сражений на юге Индии.

#### Результат
В сражении войска Джагги Рая не смогли противостоять агрессии, порождённой имперскими силами. Яхама и Рагхунатха, военачальники имперского лагеря, дисциплинированно руководили своими войсками. Джагга Райя был убит Яхамой, а его армия разбила ряды и обратилась в бегство. Йетираджа, брат Джагги Райи, был вынужден бежать, спасая свою жизнь. Мутту Вираппа пытался бежать, его преследовал полководец Яхамы Рао Дама Наяни, который захватил его возле Тиручирапалли. Наяк из Джинджи в столкновении потерял все свои крепости, кроме форта Джинджи. Победа была отпразднована имперскими армиями во главе с Рагхунатхой и Яхаманеду, которые установили столпы Победы и короновали Раму Деву как Рама Дева Райя в первые месяцы 1617 года. Раме Деве Рае едва исполнилось 15 лет, когда он взошёл на трон.

### Виджая Рагхава Наяк
Виджая Рагхава Наяк (1634—1673), был последним из правителей наяков Танджавура. Его также звали Маннару Даса; и, как и остальные члены его семьи, он построил пракары, гопуры, мандапамы и танки в храме Маннаргуди Раджагопаласвами. Долгое правление Виджаярагавы стало свидетелем большого количества литературных произведений как в музыке, так и в литературе на телугу. При дворе Виджаярагавы было много поэтов и литературоведов. Виджаярагава Наяк написал более тридцати книг на телугу. Его долгое правление было печально прервано Чокканатхой Наяком из Мадурая.

## Конец правления наяков
Конец династии наяков Танджавур был положен Чокканатхой Наяком, наяком Мадурая (1659—1682). Спор произошёл из-за отказа Виджаи Рагавы Наяка выдать свою дочь замуж за Чокканатху Наяка. Чокканта, решив силой вернуть принцессу обратно в свою столицу, успешно штурмовал дворец Тханджавур в 1673 году после того, как разрушил большую часть стен форта пушками. Но Чокканатхе Наяку помешал Виджая Рагава Наяк, когда он в ужасном акте неповиновения умертвил свою дочь и всех других дам дворца. Затем он бросился на атакующую армию со своим сыном и телохранителем. Он был захвачен после короткого боя и обезглавлен мадурайским военачальником Самукхамом Венкатой Кришнаппой Наяком.

## Завоевание маратхами Танджавура
Чокканатха посадил на трон Танджавура своего младшего брата Алагири Наяка (1673—1675), но через год последний отказался от своей верности, и Чокканатха был вынужден признать независимость Танджавура. Ченгамала Дас, сын Виджаи Рагхавы, убедил биджапурского султана помочь ему вернуть трон Танджавура. В 1675 году султан Биджапура послал войска под командованием маратхского военачальника Вьянкоджи (Экоджи) Бхонсле прогнать из Танджавура ставленника Мадурая. Вьянкоджи с лёгкостью победил Алагири и занял Танджавур. Однако он не посадил на трон своего ставленника, а захватил королевство и провозгласил правителем себя из-за распада Биджапурмкого султаната. Так закончилось правление наяков и начало власти маратхов в Танджавуре.